# Штейнберг, Михаил Максимович
Михаи́л Максимовичч Ште́йнберг (15 января 1952, Харьков — 21 июля 1976, Харьков) — советский шахматист, мастер спорта СССР (1967).

## Биография
Научился играть рано, позже занимался в Харьковском Дворце пионеров, где преподавал А. Г. Мацкевич. В чемпионате страны среди юношей до 18 лет (1966 г.), он разделил 1—2 места.
Через несколько месяцев последовал успех в соревнованиях среди взрослых. В полуфинале чемпионата страны Штейнберг перевыполнил мастерскую норму (стать мастером в 14 лет до этого ещё никому не удавалось). После этого ему разрешили выступить в конце 1966 года за СССР на чемпионате Европы среди юниоров в Гронингене (Голландия), где в финале он занял первое место (6 из 7), обогнав ближайшего преследователя Э. Уайтли на два очка.
Ряда хороших результатов добился и в 1967 году.
В отборочном турнире к юношескому чемпионату мира разделил 2—3 места.Стал серебряным призером чемпионата ДСО «Спартак».
В 35-м чемпионате СССР разделил 8—17 места (15 место по дополнительным показателям) среди 126 участников. Экс-чемпион мира М. М. Ботвинник назвал М. М. Штейнберга одной из главных надежд советских шахмат.
В 1968 г. в составе сборной ДСО «Спартак» стал бронзовым призером командного чемпионата СССР.
В 1969 г. в составе сборной Украинской ССР завоевал бронзовую медаль командного чемпионата СССР.
Поступил в Днепропетровский университет на механико-математический факультет. Через год перевелся на мехмат Харьковского университета.
После окончания университета сыграл лишь в 3 турнирах, но во всех занял 1-е места (в т.ч. выиграл чемпионат Харьковской области (1975 г.)).
Не дожив до 25 лет, Штейнберг скончался от рака крови. В Харькове проводятся ежегодные шахматные турниры памяти мастера спорта Михаила Штейнберга.